# Lista de prêmios e indicações recebidos por Trazendo a Arca
Os prêmios e indicações recebidos por Trazendo a Arca são citados abaixo. 

## Troféu Talento
Prêmios e indicações ao Troféu Talento:
| Ano  | Categoria                     | Indicado                             | Resultado |
| ---- | ----------------------------- | ------------------------------------ | --------- |
| 2005 | Melhor CD Independente        | Toque no Altar                       | Indicado  |
| 2005 | Melhor CD Independente        | Restituição                          | Venceu    |
| 2005 | Melhor Versão                 | "Faz Chover (Let It Rain)"           | Venceu    |
| 2005 | Música do Ano                 | "Toque no Altar"                     | Indicado  |
| 2005 | Música do Ano                 | "Restitui"                           | Venceu    |
| 2005 | Melhor CD Ao Vivo             | Toque no Altar                       | Indicado  |
| 2005 | Melhor CD - Adoração e Louvor | Toque no Altar                       | Indicado  |
| 2005 | Melhor Grupo de Louvor        | Ministério Apascentar de Nova Iguaçu | Indicado  |
| 2005 | Destaque 2004                 | Ministério Apascentar de Nova Iguaçu | Indicado  |
| 2005 | CD do Ano                     | Toque no Altar                       | Indicado  |
| 2006 | Melhor Compositor             | Ronald Fonseca e Davi Sacer          | Venceu    |
| 2006 | Melhor Arranjo                | Ronald Fonseca e Davi Sacer          | Indicado  |
| 2006 | Melhor Intérprete Masculino   | Davi Sacer                           | Indicado  |
| 2006 | Melhor CD Independente        | Deus de Promessas                    | Indicado  |
| 2006 | Melhor CD - Adoração e Louvor | Deus de Promessas                    | Venceu    |
| 2006 | Música do Ano                 | Deus de Promessas                    | Venceu    |
| 2006 | Melhor Grupo de Louvor        | Toque no Altar                       | Indicado  |
| 2006 | Destaque 2005                 | Toque no Altar                       | Venceu    |
| 2006 | CD do Ano                     | Deus de Promessas                    | Venceu    |
| 2007 | Melhor Intéprete Masculino    | Davi Sacer                           | Venceu    |
| 2007 | Cantor do Ano                 | Davi Sacer                           | Indicado  |
| 2007 | Música do Ano                 | "Olha pra Mim"                       | Venceu    |
| 2007 | Melhor CD - Adoração e Louvor | Olha pra Mim                         | Venceu    |
| 2007 | Melhor Grupo de Louvor        | Toque no Altar                       | Venceu    |
| 2007 | Destaque 2006                 | Toque no Altar                       | Indicado  |
| 2007 | CD do Ano                     | Olha pra Mim                         | Venceu    |
| 2008 | Melhor CD Independente        | Marca da Promessa                    | Venceu    |
| 2008 | Melhor Grupo de Louvor        | Trazendo a Arca                      | Venceu    |
| 2008 | Melhor Intérprete Masculino   | Davi Sacer                           | Venceu    |
| 2008 | Música do Ano                 | "Marca da Promessa"                  | Venceu    |
| 2008 | Melhor CD - Adoração e Louvor | Marca da Promessa                    | Venceu    |
| 2008 | Destaque 2007                 | Trazendo a Arca                      | Indicado  |
| 2008 | CD do Ano                     | Marca da Promessa                    | Venceu    |
| 2009 | Melhor Intérprete Masculino   | Davi Sacer                           | Indicado  |
| 2009 | Melhor Grupo de Louvor        | Trazendo a Arca                      | Indicado  |
| 2009 | Melhor DVD                    | Ao Vivo no Maracanãzinho             | Venceu    |

## Troféu Promessas
Prêmios e indicações ao Troféu Promessas:
| Ano                  | Categoria            | Indicado               | Resultado |
| -------------------- | -------------------- | ---------------------- | --------- |
| 2011                 | Música do Ano        | "Entre a Fé e a Razão" | Indicado  |
| 2011                 | CD do Ano            | Entre a Fé e a Razão   | Indicado  |
| 2011                 | Melhor Grupo Musical | Trazendo a Arca        | Venceu    |
| 2012                 |                      |                        |           |
| DVD do Ano           | Live in Orlando      | Indicado               |           |
| CD do Novo           | Live in Orlando      | Indicado               |           |
| Melhor Grupo Musical | Trazendo a Arca      | Indicado               |           |